# Wieżowiec na placu Czerwonej Bramy
Wieżowiec na placu Czerwonej Bramy (ros. высотное здание на площади Красных Ворот) – wieżowiec w Moskwie w Rosji zbudowany w latach 1947–1953, zaliczany do tak zwanych Siedmiu Sióstr. Budynek został zaprojektowany przez radzieckiego architekta Aleksieja Duszkina.